# The Hanging Garden (песня)
«The Hanging Garden» (с англ. — «Висячий сад») — песня английской рок-группы The Cure, выпущенный в виде сингла с альбома Pornography 12 июля 1982 года лейблом Fiction Records.
Сингл достиг 34-й строчки в UK Singles Chart.

## Выпуск
В дополнение к выпуску в виде 7-дюймового сингла с концертной версией более раннего сингла The Cure «Killing an Arab» на стороне «Б», «The Hanging Garden» был также выпущен подарочным изданием, известным как сингл, отформатированный как двойная упаковка 7-дюймовых синглов, всего состоящая из четырёх треков, а также как 10-дюймовый EP, включающий концертную запись «Killing an Arab» и студийную версию «A Forest» со второго альбома группы.

## Музыкальное видео
Режиссером клипа выступил Крис Гебрин. На видео показано, как группа играет в York House Gardens в Лондоне, Англия. Группа также носит маски, что аналогично концепции альбома Pornography. Роберт Смит вспоминал: 

Для клипа «The Hanging Garden» мы пригласили двух человек, которые снимали клипы для Madness, но это было действительно ужасное видео. Они хотели, чтобы мы выглядели серьёзными, а мы хотели, чтобы они сделали нас похожими на Madness.

## Отзывы критиков
На момент выхода сингла рецензент из NME Адриан Триллс не был впечатлен синглом, написав следующее: «The Cure разочарованно и снисходительно отошли от идиллического поп-изобретения времён своей молодости». Ди-джей BBC Radio 1 Джон Пил включил песню под номером 25 в свой список «Festive Fifty» на 1982 год.
В ретроспективном обзоре для AllMusic Стюарт Мейсон написал, что на песню оказали сильное влияние Siouxsie and the Banshees: «Настойчивые, громоподобные барабаны, лежащие в основе „The Hanging Garden“, явно являются своего рода данью уважения Баджи, который создал очень похожие барабанные ритмы для песен Siouxsie and the Banshees, издававшихся годами. Точно так же бас Саймона Гэллапа заимствует что-то от настойчивого пульсирования Стивена Северина, а собственная гитара Смита в основном используется для дронов и украшений, как это было в the Banshees».

### Влияние
В честь этой песни был назван центр живой музыки и искусства в центре Хобарта «In the Hanging Garden».

## Список композиций
1. «The Hanging Garden»
2. «Killing an Arab» (Live)

Двойная упаковка
Сторона A
1. «The Hanging Garden»
2. «One Hundred Years»

Сторона Б (Записан 27 апреля 1982 года в Manchester Apollo)
1. «A Forest» (Live)
2. «Killing an Arab» (Live)

## Участники записи
The Cure
- Роберт Смит — вокал, гитара, клавишные
- Саймон Гэллап — бас-гитара
- Лоуренс Толхерст — ударные

Производственный персонал
- Фил Торнелли — продюсер, асисстент звукоинженера
- Майк Ночито — звукоинженер
- Майкл Костифф — съёмка обложек
- Бен Келли — дизайн обложек